# 稲万呂
稲万呂（いなまろ/いねまろ、生没年不詳）は、奈良時代後半から平安時代初頭にかけての遠江国敷知郡（現・静岡県浜松市）の人物。自身の署名に稲籾の図柄を組み合わせた独特のマークを用いたことで知られる。

## 概要
稲万呂の名は、弥生時代から平安時代にかけての複合遺跡である伊場遺跡群（浜松市中央区伊場地区）から出土した湖西窯産の墨書土器（須恵器）にみえる。
「稲万呂」の墨書は須恵器の坏蓋の裏や坏底に記されており、いずれも稲籾をイメージして描いた図柄の中に署名している。「稲万呂」の墨書土器は伊場遺跡群内の伊場遺跡・梶子遺跡・城山遺跡・鳥居松遺跡から計19点が、そのうち鳥居松遺跡からは特に多く12点が出土しており、須恵器の製作年代は奈良時代後半から平安時代初頭（8世紀後半〜9世紀初頭）に位置付けられる。このほかにも「安万呂」・「里麻呂」銘の須恵器に同様の図像を描くものがあるが2、3点に過ぎないことから、稲籾マークは「稲万呂」の個人的なデザインであり、属人器に書かれたものである可能性が高いとされる。
考古資料にのみ見える人名のため、稲万呂の人物像については不詳であるが、伊場遺跡群は古代敷知郡の郡衙遺跡であり、「上殿」と書かれた須恵器なども共伴することから、郡衙関係者の中でも有力な立場にある者だったと考えられている。墨書土器が特に多く出土した鳥居松遺跡が津や東海道に近い物流拠点であったことから、郡衙と関わりの深い商人的存在ではなかったかとする意見もある。